# Математика
Математика (грч. μαθηματική што значи учење) је формална и егзактна наука, која је настала изучавањем фигура и рачунањем с бројевима.
Иако не постоји општеприхваћена дефиниција математике, под математиком се у ширем смислу подразумева да је она наука о количини (аритметика), структури (алгебра), простору (геометрија) и промени (анализа).
Математика је наука која изучава аксиоматски дефинисане апстрактне структуре користећи логику. Изучаване структуре најчешће потичу из других природних наука, најчешће физике, али неке од структура су дефинисане и изучаване ради интерних разлога.
Историјски, математика се развила из потребе да се обављања прорачуна у трговини, вршење мерења земљишта и предвиђање астрономских догађаја. Ове три почетне примене математике се могу довести у везу са грубом поделом математике на изучавање структуре, простора и промена.
Изучавање структуре почиње са бројевима, у почетку са природним бројевима и целим бројевима. Основна правила за аритметичке операције су дефинисана у основној алгебри а додатна својства целих бројева се изучавају у теорији бројева. Изучавање метода за решавање једначина је довело до развоја апстрактне алгебре која између осталог изучава прстенове и поља, структуре које генерализују особине које поседују бројеви. Физички важан концепт вектора се изучава у линеарној алгебри.
Изучавање простора је почело са геометријом, прво Еуклидовом геометријом и тригонометријом у појмљивом тродимензионалном простору, али се касније проширила на нееуклидске геометрије које имају централну улогу у општој релативности. Модерна поља геометрије су диференцијална геометрија и алгебарска геометрија. Теорија група изучава концепт симетрије, и представља везу у у изучавању простора и структуре. Топологија повезује изучавање простора и измјене фокусирајући се на концепт континуитета.
Разумевање и описивање измена мерљивих променљивих је главна карактеристика природних наука, и диференцијални рачун је развијен у те сврхе. Централни концепт којим се описује промена варијабле је функција. Многи природни проблеми су водили успостављању везе између вредности и количине измене, и методи развијени при томе, се изучавају у диференцијалним једначинама. Бројеви који представљају континуалне величине су реални бројеви, и детаљно изучавање њихових својстава и функција је предмет анализе. Због математских разлога, уведен је концепт комплексних бројева који се изучавају у комплексној анализи. Функционална анализа је сконцентрисана на n-димензионалне просторе функција постављајући тиме основу за изучавање квантне механике.
Ради појашњавања и изучавања основа математике, развијене су области теорија скупова, математичка логика и теорија модела.
Важна област примењене математике је вероватноћа и статистика која се бави изучавањем и предвиђањем случајности и случајних појава. Нумеричка анализа изучава нумеричке методе израчунавањем а дискретна математика је заједничко име за области математике које се користе у рачунарским наукама.

## Области проучавања

### Наука о бројевима
Математика се бави проучавањем бројева. Њиховим проучавањем је започето и проучавање структура. Од свих скупова бројева, најпре су формирани и проучавани природни бројеви, а затим цели бројеви. Формирани су реални бројеви, као бројеве који представљају континуалне величине. Из математичких разлога уведен је концепт комплексних бројева.
| {\displaystyle 1,2,3,\ldots \!} | {\displaystyle \ldots ,-2,-1,0,1,2\,\ldots \!} | {\displaystyle -2,{\frac {2}{3}},1.21\,\!} | {\displaystyle -e,{\sqrt {2}},3,\pi \,\!} | {\displaystyle 2,i,-2+3i,2e^{i{\frac {4\pi }{3}}}\,\!} |
| Природни бројеви                | Цели бројеви                                   | Рационални бројеви                         | Реални бројеви                            | Комплексни бројеви                                     |

### Алгебра
Математика се бави проучавањем структура (математичких структура), које спадају у грану математике - алгебру.
Алгебра обухвата:
| {\displaystyle {\begin{matrix}(1,2,3)&(1,3,2)\\(2,1,3)&(2,3,1)\\(3,1,2)&(3,2,1)\end{matrix}}} |                 |               |                 |                |         |
| комбинаторика                                                                                 | Теорија бројева | Теорија група | Теорија графова | Теорија низова | Алгебра |
Изучавање структура је започето проучавањем бројева. На почетку су формирани и проучавани природни бројеви и цели бројеви. Основна правила за аритметичке операције су дефинисана у основној алгебри а додатна својства целих бројева се изучавају у теорији бројева. Изучавање метода за решавање једначина је довело до развоја апстрактне алгебре која првенствено изучава прстенове и поља, тј. структуре које генерализују особине које поседују бројеви. Важан физички концепт вектора изучава се у линеарној алгебри. Ради појашњавања и изучавања основа математике, развијене су области теорија скупова, математичка логика и теорија модела.

### Геометрија
Математика се бави проучавањем простора, који спада у грану математике - геометрију.
Геометрија обухвата:
|            |                |                           |            |                      |              |
| Геометрија | Тригонометрија | Диференцијална геометрија | Топологија | Фрактална геометрија | Теорија мера |
Изучавање простора је започело са геометријом. Најпре је настала Еуклидска геометрија и тригонометрија у појмљивом тродимензионалном простору, која се касније проширила на нееуклидске геометрије које имају централну улогу у општој релативности. Модерна поља геометрије су диференцијална геометрија и алгебарска геометрија. Теорија група изучава концепт симетрије. Топологија изучава структуре у простору и њихове измене при непрекидним пресликавањима.

### Анализа
Математика се бави проучавањем бесконачно малих промена, које спадају у грану математике - математичку анализу.
Анализа обухвата:
|         |                   |                        |                   |               |                    |
| Анализа | Векторска анализа | Диференцијална анализа | Динамички системи | Теорија хаоса | Комплексна анализа |
Теорија диференцијалног рачуна је развијена из потреба природних наука за разумевањем и описивањем промена које се изврше код мерљивих варијабли. Централни концепт којим се описује промена варијабле је функција. Многи природни проблеми су водили успостављању везе између вредности и количине измене. Методе које су развијене за описивање и проучавање оваквих проблема се изучавају у теорији диференцијалних једначина. Бројеви који представљају континуалне величине су реални бројеви, и детаљно изучавање њихових својстава и функција је предмет математичке анализе. Због математичких разлога, уведен је концепт комплексних бројева који се изучавају у комплексној анализи. Функционална анализа је усмерена на анализирање n-димензионалних простора функција постављајући тиме основу за изучавање квантне механике.

### Примењена математика
Примењена математика користи сазнања из математике како би дошла до решења стварних проблема.
Примењена математика обухвата:
|                        |                 |                       |                    |                       |                  |               |
| Математичка физика     | Динамика флуида | Нумеричка анализа     | Оптимизација       | Теорија вероватноће   | Статистика       | Криптографија |
|                        |                 |                       |                    |                       |                  |               |
| Финансијска математика | Теорија игара   | Математичка биологија | Математичка хемија | Математичка економија | Теорија контроле |               |

Важна област примењене математике су вероватноћа и статистика које се баве изучавањем и предвиђањем случајности и случајних појава. Нумеричка анализа изучава нумеричке методе израчунавања, а дискретна математика је заједничко име за области математике које се користе у рачунарским наукама.

## Историја математике
Историја математике се сматра стално растућом серијом апстракција. Прва апстракција, коју деле многе животиње, су вероватно били бројеви: реализација да колекције од две јабуке и колекција од две поморанџе (на пример) има нешто заједничко, наиме квантитет њихових чланова.
Као што то потврђују штапићи за бројање нађених на костима, осим способности да бројања физичких објеката, могуће је да су праисторијски људи исто тако могли да броје апстрактне квантитете, попут времена – дана, сезона, година.
Доказ за комплекснију математику се не јављају до око 3000. п. н. е., кад Вавилонци и Египћани почињу да користе аритметику, алгебру и геометрију за опорезивање и друге финансијске прорачуне, за градњу и конструкцију, и за астрономију. Најранија употреба математике је била у областима трговине, мерења земљишта, сликања и ткалачким обрасцима и записивању времена.
У вавилонској математици елементарна аритметика (сабирање, одузимање, множење и дељење) су се најраније појавили судећи по археолошким рекордима. Рачунање предатира писање. Бројевни системи су били многобројни и разноврсни. Прве познате записане бројеве су оставили Египћани у текстовима током Средњег краљевства као што је Ахмесов папирус.
Између 600 и 300. п. н. е. Стари Грци су почели систематско изучавање математике.
Током Златног доба ислама, а посебно током 9. и 10. века, математичари су произвели мноштво важних иновација градећи на темељима грчке математике: највећи део тих открића су доприноси персијских математичара као што су ел Хорезми, Омар Хајам и Шараф ел Дин ел Туси.
Све до краја 16. века главне гране математике биле су геометрија, и аритметика. У 16. веку почела се развијати алгебра, а у 17. веку стварање диференцијалног и интегралног рачуна означило је почетак интензивног развоја анализе, који је свој врхунац постигао у 18. веку. Настале Теорије диференцијалних једначина постале су важно средство у испитивању закона природе у класичној и небеској механици.
Појавом нееуклидских геометрија, математичке логике и теорије скупова у 19. веку започета је критичка ревизија до тада изграђених математичких теорија, што је битно утицало на карактер, методе и начине развоја математике 20. века. У 20. веку, постојеће области су се прошириле, а развијене су и нове области, као што су теорија вероватноће, статистика, топологија, апстрактна алгебра и друге.

## Примена математике
Данас се математика јако развила и има примене у много грана, како природних, тако и друштвених наука. Важна грана примењене математике је Статистика (стохастичка математика), која се бави изучавањем и предвиђањем случајности и случајних појава. Нумеричка математика изучава нумеричке методе израчунавања, а дискретна математика је заједничко име за више грана математике која се великим делом користе као алати у рачунарским наукама. Развијена је и математичка теорија рачунарства, као и низ других интердисциплинарних грана.

## Математика у настави

### Основне концепције наставе математике
Према Ђ. Поји, великом методичару, учење и настава математике заснивају се на следећим основним концепцијама:
- активно учење,
- мотивација и
- узастопне фазе.

Поја даје паралелу између наставе математике и трговине. Наставник „продаје науку”. Ученик је мање или више заинтересовани „купац”. Ако је продавац у сукобу са купцима и потенцијални купци могу одустати од трговине. Међу најзначајнијим задацима продавца сматра се да заинтересује купце за своју робу. Добри продавци постоје због својих купаца уважавајући их и по њима, купац је увек у праву.

### Постулати методике наставе математике
1. Водити ученика кроз континуиран низ адекватних активности тј.оних активности које не скрећу ученика са развојног пута његове интелигенције.
2. Допустити ученику да сам изграђује појмове, да сам открива чињенице и правила, да уопште сам решава сваки проблем, дакле да стваралачки ради.
3. Математичко образовање је дужно да убрзава, да интензивира учеников ментални развој, да максимално скраћује и проширује спонтани развојни пут његове интелигенције.

### Мисаони поступци
За разумевање и решавање проблема у математици неопходно је да ученик, осим учења садржаја математике, овлада основним логичким законима и формама мишљења. Са наведеним условима може се одговорити на питања: да ли се нешто може и како ће се применити? Морамо вршити одређена истраживања да бисмо пронашли прави пут ка решењу служећи се, пре свега, мисаоним поступцима и методама које нас усмеравају у истраживању и омогућују да брже пронађемо пут до решења.
1. Анализа – рашчлањавање објекта истраживања на саставне одредбе.
2. Синтеза – обједињавање релевантних одредаба у нову целину.
3. Апстракција – издвајање битних карактеристика конкретних појава и стварање новог идеализованог система.
4. Конкретизација – примена идеализованог система на конкретне појаве.
5. Упоређивање или компарација –откривање сличности и разлике између појава.
6. Аналогија – сличност садржаја и метода које омогућавају трансфер сазнања.
7. Генерализација или уопштавање – мисаона операција којом се извесне одредбе приписују свим објектима неког скупа.
8. Специјализација – примена заједничких одредби елемената скупа на његов прави подскуп.
9. Интуиција – сазнање до кога се није дошло путем искуства или размишљањем већ наслућивањем.[22]

## Математика и остале науке
Такође се прилично често показало да развој математике не мора нужно пратити развој физике или неке друге "конкретније" знаности, то јест математика се може развијати „сама за себе“", а примјена онога што се добије већ се нађе током година развоја других наука (примери за то нису одвише једноставни, али, рецимо, Риманов простор је један пример за то - развио се сам по себи, а примену је нашао тек у теорији релативности)

## Математика у цитатима
- "Не би ли се музика могла описати као математика осећаја, а математика као музика разума? Њихов дух је исти. Тако музичар осећа математику, а математичар мисли музику. Једна ће појачати осећај другој кад засја људски ум подигнут у савршенство.", Владимир Девиде
- "Математика није нипошто досадна или без маште, већ напротив, попут племените дјевојке која узвраћа љубав оном ко је воли и разуме", Владимир Девиде
- "Свим људима нису све ствари потребне, али је рачун не само свима него и свакоме јако потребан. Ко рачунати или барем бројити не зна, мора се избрисати из броја свих људи, иначе нема пријатељства међу трговцима, ни љубави међу суседима, ни слуге у општини, нити праведност у правди стално становати може!", Платон
- "Математика је симбол наше интелектуалне снаге и јамства да ће се људски ум увек борити за узвишене циљеве", Данило Блануша
- "Знање којем тежи геометрија је знање о вечноме.", Платон